# Юсупово (Тульская область)
Юсупово — село в Плавском районе Тульской области России.
В рамках административно-территориального устройства является центром Юсуповского сельского округа Плавского района, в рамках организации местного самоуправления включается в Пригородное сельское поселение.

## География
Расположено в 18 км к западу от города Плавска и в 68 км к юго-западу от центра Тулы.

## Население
| 2002 | 2010 |
| ---- | ---- |
| 262  | ↘237 |

Население — 237 чел. (2010).